# Elishay Kadir
Elishay Kadir (en hebreo, אלישי כדיר, Yavne 4 de noviembre de 1987) es un jugador de baloncesto israelí que pertenece a la plantilla del Bnei Herzliya de la Ligat Winner. Con 2,03 metros de estatura, juega en la posición de ala-pívot.

## Trayectoria deportiva

### Profesional
Debutó en 2005 con el Ironi Ramat Gan, entonces en la Liga Leumit, equipo con el que firmó por tres temporadas, ascendiendo a la Ligat ha'Al en 2006, categoría en la que disputó dos temporadas, promediando 5,4 puntos y 2,0 rebotes en la primera y 7,5 puntos y 3,0 rebotes en la segunda.
En mayo de 2008 fichó por el Hapoel Gilboa Galil Elyon, donde jugó dos temporadas, despuntando en la 2009-10, en la que promedió 14,0 puntos y 6,0 rebotes por partido. Esa temporada fue elegido MVP de la Ligat ha'Al.
En junio de 2010 firmó por tres temporadas con el Maccabi Tel Aviv B.C., pero solo llegó a jugar unos minutos en dos partidos, tras los cuales se marchó cedido al Maccabi Haifa B.C., donde acabó la temporada promediando 11,7 puntos y 6,5 rebotes por partido.
Al año siguiente rompió su compromiso con el Maccabi, y en julio de 2011 firmó con el Hapoel Jerusalem B.C., donde en su primera temporada promedió 8,7 puntos y 4,4 rebotes, mientras que al año siguiente sus números mejoraron hasta los 10,0 puntos y 5,4 rebotes por partido.
En diciembre de 2013 firmó por dos años con opción a un tercero con el Hapoel Eilat B.C.. Tras una primera campaña en la que promedió 9,1 puntos y 4,6 rebotes por partido, se ganó la renovación hasta junio de 2017. Pero en julio de 2016 rompió su contrato para firmar con el Maccabi Rishon LeZion.
En verano de 2020, firmó por el Bnei Herzliya de la Ligat Winner, para disputar la temporada 2020-21.

### Selección nacional
Ha formado parte de la selección de Israel desde sus categorías inferiores, compitiendo con la sub-18, sub-20 y selección universitaria. Con la selección absoluta ha disputado tres Eurobasket, los de 2011,
2013 y 2015.